# Kacey Smith
Kacey Smith é uma Cantora  que irá representar a Irlanda ao lado da cantora Can-Linn no Festival Eurovisão da Canção 2014, em Copenhaguem, Dinamarca, com sua canção "Heartbeat".